# Jordan Schroeder
Jordan Schroeder (* 29. September 1990 in Prior Lake, Minnesota) ist ein US-amerikanischer Eishockeyspieler, der zuletzt bis zum Ende der Saison 2024/25 bei Brynäs IF aus der Svenska Hockeyligan (SHL) unter Vertrag gestanden und dort auf der Position des rechten Flügelstürmers gespielt hat. Auf internationaler Ebene erspielte sich Schroeder mit der US-amerikanischen Nationalmannschaft unter anderem bei der U20-Junioren-Weltmeisterschaft 2010 die Goldmedaille.

## Karriere

### High-School und College

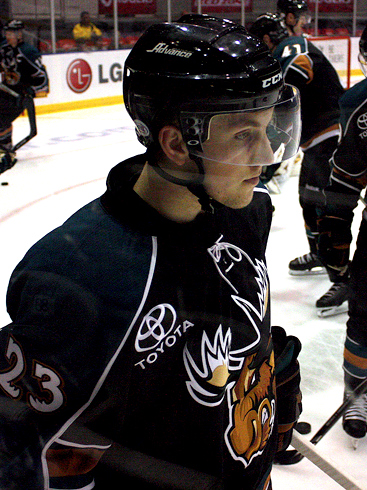
Jordan Schroeder im Trikot der Manitoba Moose (2010).

Jordan Schroeder spielte in seiner Jugend unter anderem für die Saint Thomas Academy, einer High School und Militärakademie in der Nähe von Saint Paul im US-Bundesstaat Minnesota. Mit den Saint Thomas Cadets gewann er im Jahr 2006 die High-School-Meisterschaft von Minnesota. Im Anschluss an die Saison 2005/06 wechselte er für die kommenden zwei Jahre zu der U18-Mannschaft des USA Hockey National Team Development Program, welche in der United States Hockey League (USHL) spielte. In seiner zweiten USHL-Saison war Schroeder mit 21 Toren und insgesamt 53 Scorerpunkten in 55 absolvierten Spielen erfolgreichster Punktesammler seiner Mannschaft.
Der Stürmer besuchte mit Beginn der Spielzeit 2008/09 die University of Minnesota und spielte fortan für die Minnesota Golden Gophers, das Eishockey-Team der Universität, in der Western Collegiate Hockey Association (WCHA). Im ersten Jahr bei den Golden Gophers war er zweiterfolgreichster Scorer der Mannschaft. Zudem wurde er als WCHA-Rookie des Jahres geehrt sowie in das WCHA Second All-Star-Team und das WCHA All-Rookie-Team gewählt. Vor dem NHL Entry Draft 2009 wurde Schroeder als fünftbester nordamerikanischer Nachwuchsspieler bewertet. Bei dem Draft wurde Schroeder schließlich in der ersten an insgesamt 22. Position von den Vancouver Canucks ausgewählt. Als Grund für die deutlich spätere Wahl als vom NHL-Scouting-Büro vorhergesagt gilt seine im Vergleich geringe Körpergröße, sowie seine unzureichende Leistung zum Ende der U20-Junioren-Weltmeisterschaft, die wenige Monate vor dem Entry Draft ausgetragen wurde.

### Profibereich
Nach dem NHL Entry Draft absolvierte Jordan Schroeder noch eine weitere Saison für die University of Minnesota in der WCHA. Wenige Tage nach dem Saisonende für die Minnesota Golden Gophers unterschrieb der Flügelstürmer einen NHL-Einstiegsvertrag bei den Vancouver Canucks. Schroeder wurde daraufhin zu den Manitoba Moose, dem Farmteam der Canucks, in die American Hockey League (AHL) geschickt. In seinem ersten Spiel für die Moose erzielte Schroeder zwei Tore; insgesamt kam der Angreifer noch auf elf Einsätze in der regulären Saison, dabei gelangen ihm neun Scorerpunkte. In den anschließenden Play-offs traf seine Mannschaft auf die Hamilton Bulldogs. Die Manitoba Moose unterlagen den Bulldogs in der Best-of-Seven-Serie nach sechs Partien mit 2:4. Jordan Schroeder erzielte im dritten Spiel dieser Serie einen Hattrick.
Vor Beginn der NHL-Saison 2010/11 besuchte Schroeder das Trainingslager der Canucks, wurde aber nicht für das NHL-Team nominiert und zurück zu Vancouvers AHL-Farmteam geschickt. Der Stürmer konnte in seiner ersten vollen Saison in der American Hockey League nicht an den Punkteschnitt aus dem Vorjahr anknüpfen und erzielte in insgesamt 75 absolvierten Spielen 34 Punkte. Nach dieser Spielzeit wurde das Manitoba-Moose-Franchise auf Grund der Rückkehr der Winnipeg Jets in die National Hockey League aufgelöst, nach St. John’s in die kanadische Provinz Neufundland und Labrador umgesiedelt und in St. John’s IceCaps umbenannt. Die Vancouver Canucks beendeten daraufhin die Zusammenarbeit mit dem Team und nahmen eine Kooperation mit dem AHL-Franchise Chicago Wolves auf. Für die Wolves absolvierte Schroeder in der Saison 2011/12 alle Partien und beendete die Spielzeit als drittbester Punktesammler des Teams.
Nachdem die Canucks seinen Vertrag nach der Saison 2013/14 nicht verlängerten, schloss er sich im Juli 2014 den Minnesota Wild an. Dort verbrachte er drei Jahre in stetem Wechsel zwischen NHL und AHL, bevor ihn die Wild im Juni 2017 im Tausch für Dante Salituro an die Columbus Blue Jackets abgaben. Auch dort pendelte der Angreifer in der Spielzeit 2017/18 zwischen beiden Ligen und kam hauptsächlich für die Cleveland Monsters zu Einsätzen. Nach der Saison wurde er im Tausch für Torwart Jean-François Bérubé zu den Chicago Blackhawks transferiert. Von den Blackhawks wurde er ausschließlich im Farmteam, den Rockford IceHogs, in der AHL eingesetzt. Im Mai 2019 wurde er von Torpedo Nischni Nowgorod aus der Kontinentalen Hockey-Liga (KHL) verpflichtet. Er verließ den Klub jedoch nach einer Spielzeit und wechselte zum Ligakonkurrenten Jokerit Helsinki, wo er insgesamt zwei Spielzeiten lang aktiv war.
Nachdem das Team aufgrund des russischen Überfalls auf die Ukraine die KHL verlassen hatte, wechselte der US-Amerikaner im Mai 2022 zu den SC Rapperswil-Jona Lakers aus der Schweizer National League. Dort spielte er insgesamt zwei Jahre und unterzeichnete anschließend im Sommer 2024 einen Vertrag bei Brynäs IF aus der Svenska Hockeyligan (SHL).

### International

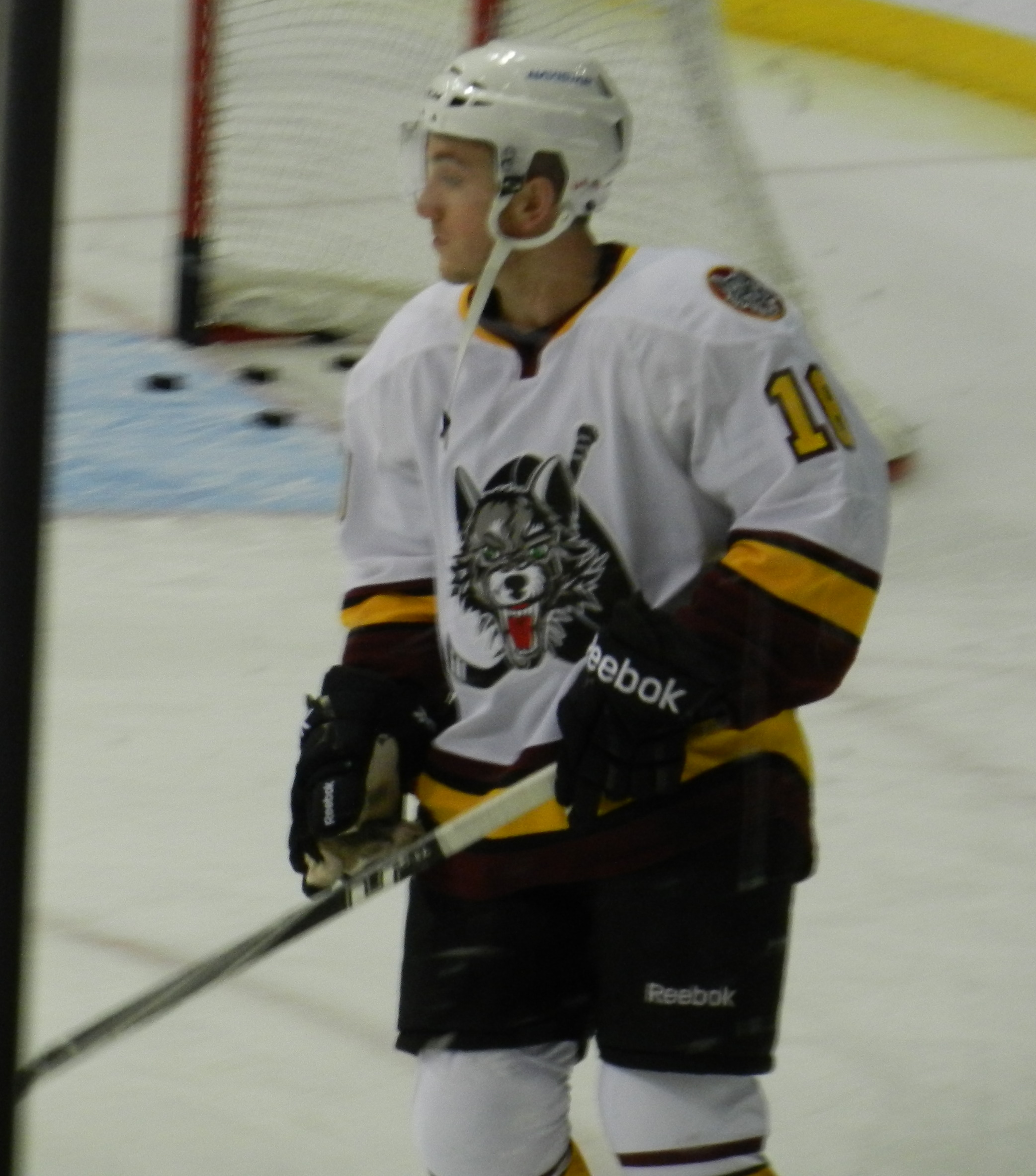
Schroder im Trikot der Chicago Wolves (2011)

Jordan Schroeder vertrat sein Heimatland mit der US-amerikanischen Nationalmannschaft erstmals bei der U18-Junioren-Weltmeisterschaft 2007. Bei diesem Turnier gewannen die US-Amerikaner nach einer Finalniederlage gegen die russische Auswahl die Silbermedaille. Schroeder war hinter seinen Teamkollegen Colin Wilson und James van Riemsdyk drittbester Punktesammler des Wettbewerbs. Bei der U18-Junioren-Weltmeisterschaft im Jahr darauf belegte er mit seiner Mannschaft den dritten Platz. Drei Monate zuvor nahm er bereits als jüngster Spieler des US-amerikanischen Aufgebots an der U20-Junioren-Weltmeisterschaft teil. Dort war er hinter van Riemsdyk zweitbester Scorer des Teams, welches bei diesem Turnier den vierten Platz erreichte. Auch bei der U20-Junioren-Weltmeisterschaft 2009 war Schroeder der jüngste Spieler der Mannschaft. Bei diesem Turnier schied die US-amerikanische Auswahl im Viertelfinale gegen die slowakische Nationalmannschaft aus.
Während der Viertelfinal-Partie zwischen der US-amerikanischen und der finnischen Nationalmannschaft bei der U20-Junioren-Weltmeisterschaft 2010 erzielte Jordan Schroeder seinen insgesamt 26. Scorerpunkt und überholte dadurch Jeremy Roenick als erfolgreichsten US-amerikanischen Punktesammler bei U20-Weltmeisterschaften. Zudem belegte er mit seiner insgesamt 20. Torvorlage den dritten Platz in der ewigen Rangliste dieser Kategorie. Die US-Amerikaner gewannen dieses Spiel und das folgende Halbfinale gegen die schwedische Auswahl. Im Finale traf das Team auf die kanadische Nationalmannschaft; die US-Amerikaner konnten diese Partie mit 6:5 Toren für sich entscheiden.
Bei der Weltmeisterschaft 2016 kam Schroeder erstmals für die A-Nationalmannschaft zum Einsatz und belegte dabei mit dem Team den vierten Platz.

## Erfolge und Auszeichnungen
- 2009 WCHA Rookie of the Year
- 2009 WCHA Second All-Star-Team
- 2009 WCHA All-Rookie-Team
- 2010 WCHA All-Academic-Team

### International
- 2007 Silbermedaille bei der U18-Junioren-Weltmeisterschaft
- 2008 Bester Vorlagengeber der U20-Junioren-Weltmeisterschaft (gemeinsam mit Marek Slovák)
- 2008 Bronzemedaille bei der U18-Junioren-Weltmeisterschaft
- 2010 Goldmedaille bei der U20-Junioren-Weltmeisterschaft

## Karrierestatistik
Stand: Ende der Saison 2024/25

### International
Vertrat die USA bei:
| - U18-Junioren-Weltmeisterschaft 2007 - U20-Junioren-Weltmeisterschaft 2008 - U18-Junioren-Weltmeisterschaft 2008 | - U20-Junioren-Weltmeisterschaft 2009 - U20-Junioren-Weltmeisterschaft 2010 - Weltmeisterschaft 2016 |

(Legende zur Spielerstatistik: Sp oder GP = absolvierte Spiele; T oder G = erzielte Tore; V oder A = erzielte Assists; Pkt oder Pts = erzielte Scorerpunkte; SM oder PIM = erhaltene Strafminuten; +/− = Plus/Minus-Bilanz; PP = erzielte Überzahltore; SH = erzielte Unterzahltore; GW = erzielte Siegtore; 1 Play-downs/Relegation; Kursiv: Statistik nicht vollständig)